# SexArt (сайт)
SexArt — американский порносайт, предоставляющий платный доступ к видеоматериалам, снятых в жанрах софткор-порнографии и эротики.

## История
Сайт был открыт в апреле 2012 года MetArt, который специализируется в жанрах эротической и ню-фотографии. SexArt отличается от MetArt более хардкорной съёмкой видео. Наряду с MetArt, The Life Erotic, Viv Thomas и другими, SexArt входит в состав сети MetArt Network. SexArt занимает второе место по популярности среди всех сайтов компании HLP General Partners, уступая лишь MetArt. Дистрибуцией фильмов занимается New Sensations.
Сайт неоднократно удостаивался различных премий в области порноиндустрии, в том числе: AVN Awards в категории «Лучший гламурный веб-сайт» (2015), XBIZ Award в категории «Эротический сайт года» (2013, 2016, 2020) и XBIZ Europa Award в аналогичной одноименной категории (2018, 2019, 2020, 2022, 2023). В январе 2016 года фильм Waltz With Me совместного производства SexArt, MetArt и Girlfriends Films выигрывает две награды AVN Awards в категориях «Лучший режиссёр — сборник иностранных короткометражных фильмов» (Алис Локанта) и «Лучший сборник иностранных короткометражных фильмов».

## Статистика
По данным Alexa Internet на январь 2020 года, статистика посещаемости сайта SexArt.com составляет 92 896 (глобальный рейтинг) и 50 019 (рейтинг в США).

## Награды и номинации
| Год  | Награда           | Результат | Категория                            |
| ---- | ----------------- | --------- | ------------------------------------ |
| 2013 | AVN Award         | Номинация | Лучший фотосайт                      |
| 2013 | RISE Award        | Победа    | Лучший новый сайт                    |
| 2013 | XBIZ Award        | Победа    | Гламкор-сайт года                    |
| 2014 | AVN Award         | Номинация | Лучший гламурный веб-сайт            |
| 2014 | RISE Award        | Победа    | Качество порно, достойное «Оскара»   |
| 2014 | XBIZ Award        | Номинация | Гламкор-сайт года                    |
| 2015 | AVN Award         | Победа    | Лучший гламурный веб-сайт            |
| 2015 | RISE Award        | Победа    | Качество порно, достойное «Оскара»   |
| 2015 | XBIZ Award        | Номинация | Порносайт года — эротический         |
| 2016 | XBIZ Award        | Победа    | Порносайт года — эротический         |
| 2017 | AVN Award         | Номинация | Лучший веб-сайт с членской подпиской |
| 2017 | XBIZ Award        | Номинация | Порносайт года — эротический         |
| 2018 | XBIZ Award        | Номинация | Эротический сайт года                |
| 2018 | XBIZ Europa Award | Победа    | Эротический сайт года                |
| 2019 | Fleshbot Award    | Номинация | Лучший платный сайт                  |
| 2019 | XBIZ Award        | Номинация | Эротический сайт года                |
| 2019 | XBIZ Europa Award | Победа    | Эротический сайт года                |
| 2020 | XBIZ Award        | Победа    | Эротический сайт года                |
| 2020 | XBIZ Europa Award | Победа    | Эротический сайт года                |
| 2021 | XBIZ Award        | Номинация | Эротический сайт года                |
| 2021 | XBIZ Europa Award | Номинация | Студийный сайт года                  |
| 2021 | XBIZ Europa Award | Номинация | Эротический сайт года                |
| 2022 | XBIZ Award        | Номинация | Эротический сайт года                |
| 2022 | XBIZ Europa Award | Номинация | Студия года                          |
| 2022 | XBIZ Europa Award | Победа    | Эротический сайт года                |
| 2023 | XBIZ Award        | Номинация | Эротический сайт года                |
| 2023 | XBIZ Europa Award | Номинация | Студия года                          |
| 2023 | XBIZ Europa Award | Победа    | Эротический сайт года                |
| 2024 | XBIZ Award        | Номинация | Эротический сайт года                |
| 2024 | XBIZ Europa Award | Номинация | Эротический сайт года                |
| 2025 | XMA Europa Award  | Номинация | Эротический сайт года                |